# Rekonstruktion (jura)
 For alternative betydninger, se Rekonstruktion. (Se også artikler, som begynder med Rekonstruktion)
Rekonstruktion (jura) betegner en fremgangsmåde, som afløste betalingsstandsning. Rekonstruktion blev indført i 2010. Formålet med rekonstruktion er at få en insolvent virksomhed til at overleve og undgå konkurs, hvis virksomheden bliver omfattet af en tvangsakkord eller bliver overtaget ved virksomhedsoverdragelse; jf. konkursloven § 10. Ved tvangsakkord nedskrives virksomhedens gæld; ved virksomhedsoverdragelse sælges virksomheden.

## Rekonstruktionsbegæring
Begæring om rekonstruktion kan blive indgivet af enten skyldner selv (ved egenbegæring) eller en kreditor kan indgive rekonstruktionsbegæring; endelig kan finanstilsynet indgive rekonstruktionsbegæring ang. en finansiel virksomhed.
Hvis der er udsigt til, at virksomheden igen kan blive solvent, så kan skifteretten og virksomhedens kreditorer samarbejde om en rekonstruktion; men hvis rekonstruktionen ikke lykkes, så tager skifteretten selskabet under konkursbehandling. Reglerne om rekonstruktion findes i konkurslovens kapitler 1 a og 1 b og 1 c og 1 d og kapitlerne 2 og 2 a og 2 b og 2 c og 2 d og 2 e.

## Rekonstruktionsbehandling
Rekonstruktion minder om bobehandling, men i stedet for en kurator, så udpeger skifteretten en rekonstruktør og en regnskabskyndig tillidsmand, som bistår rekonstruktøren; rekonstruktøren skal udarbejde en rekonstruktionsplan, som efter tre uger skal sendes til kreditorerne; efter fire uger holder rekonstruktøren et møde med kreditorerne; på dette møde stemmer kreditorerne om rekonstruktionsplanen.

## Retsvirkning
En tvangsakkord har samme retsvirkning som et retsforlig; og der gælder en forældelsesfrist på 10 år for tvangsakkorden.

## Ophør
Rekonstruktionen ophører ved, at skifteretten træffer afgørelse om ophør; ophør kræver enten, at skyldner ikke samarbejder loyalt eller at skyldner begærer rekonstruktionens ophør, eller at det er udsigtsløst at fortsætte rekonstruktionsbehandlingen; endelig bortfalder rekonstruktionen, hvis rekonstruktøren overtager den insolvente virksomhed.